# الحكم الثلاثي الأول
الحكم الثلاثي الأول (بالإنجليزية: First Triumvirate)‏ هو حلف للسلطة قام بين ثلاثة سياسيين بارزين في الفترة الأخيرة من تاريخ الجمهورية الرومانية، هم يوليوس قيصر وبومبيوس الكبير وماركوس كراسوس. على عكس الحكم الثلاثي الثاني، كان هذا التحالف سريًا غير رسمي ولم يكن له أي سندٍ قانوني، إلا أنَّه أثر تأثيراً كبيراً - رغم ذلك - على مجرى الأحداث في الجمهورية الرومانية المتأخرة، وبالحقيقة فإنه ظلَّ سراً في حينه لأغراض سياسية أرادها الرجال الثلاثة. تأسس التحالف في سنة 60 ق م، واستمرَّ حتى وفاة كراسوس سنة 53 ق م، عندما تدمَّر الحلف وقامت حرب أهلية بين الرجلين الباقيَين، انتهت بمقتل بومبيوس وتنصيب قيصر دكتاتوراً لروما.

## التاريخ
كان ماركوس كراسوس وبومبيوس زميلَين في مرتبة القنصل سنة 70 ق م، وفي ذلك الحين قرَّرا معاً إصدار تشريعٍ يقضي بإعادة منصب الأطربون إلى الدولة (وهو منصب كان قد جرَّده الدكتاتور الروماني سولا من جميع صلاحياته عدا صلاحية واحدةٍ تدعى ius auxiliandi، تسمح له بإنقاذ شخصٍ من عامة الرومان من مأزقٍ وقع فيه مع أحد النبلاء). لكن مع مرور الوقت، أخذ شعور من الكراهية المتبادلة يتولَّد بينهما، وأصبح كل منهما يشعر بأنَّ الآخر يحاول التسلُّق عليه لكسب مصالح شخصية.
حاول يوليوس قيصر أن يتدخل ليصلح ما بين الرجلين، ثم أشرك نفسه معهما بعد انتخابه هو الآخر قنصلاً سنة 59 ق م. في ذلك الحين، كان قيصر وكراسوس بالفعل قد تصادقا، حيث تحالفا منذ سنة 65 ق م عندما أيَّد قيصر بحماسٍ اقتراحاً لكراسوس يقضي بفرض جزية تؤدّيها ولاية مصر إلى روما. أما بومبي، فقد تحالفَ قيصر معه بتزويجه من ابنته جوليا. بهذا الحلف، اتحدت شعبيَّة قيصر العظيمة بين سكان روما، مع غنى ونفوذ كراسوس وسمعته القضائية، وحظوة بومبي العسكرية والسياسية الكبيرة بالدولة.
ظلَّ هذا التحالف بين الرجال الثلاثة سراً، حتى حاول قيصر سنَّ قانون يدعى القانون الأغراريّ (أو قانون الأراضي، ويهدف إلى تأسيس مستعمراتٍ للمواطنين الرومان وتوفير المزيد من الأراضي العامَّة لهم)، وهو قانون اعترض عليه مجلس الشيوخ. ردَّ قيصر على ذلك بأن عرض القانون على الفور أمام المجالس الشعبية التشريعية في روما، وألقى خلال ذلك خطبةً أوضح فيها أن كراسوس وبومبي يقفَان إلى جانبه، ومنذ ذلك الحين ظهر التحالف على العلن. نجح قانون قيصر بعد ذلك بتجاوز عقبات مجلس الشيوخ، ثم مضى التحالف في عمله لينجح بانتخاب ببليوس كلوديوس بولتشر - وهو من أعضاء حركة الببيولاريس السياسية - كأطربونٍ للشعب، وبذلك تغلَّب الرجال الثلاثة على عدوَّيهم السياسيَّين في مجلس الشيوخ شيشرون وكاتو الأصغر. تنامت قوة الحلف مع الوقت. فقد كافأ مجلس الشيوخ قيصر - كنوعٍ من السخرية والانتقام لتعامله مع بومبي وكراسوس - بتنصيبه قنصلاً بديلاً لـ«غابات وطرقات إيطاليا»، إلا أنَّ قيصر سرعان ما رد على ذلك بتنصيب نفسه قنصلاً على بلاد الغال (غاليا كيسالبينا وغاليا ترانسالبينا)، كما وعيَّن نفسه قائداً لأربعة فيالق رومانية، وتمكَّن - عبر أصدقاء له يشغلون مناصب عالية في روما - من تنصيب حماه قنصلاً سنة 58 ق م.
لكن بحلول سنة 56 ق م، بدأت علاقات الرجال الثلاثة بالتدهور. حاول قيصر دعوة زميلَيه إلى لقاءٍ سري للتفكير باستراتيجية جديدة للحلف (وهو لقاء يدعى مؤتمر لوكا)، تمكنوا خلاله من تجديد تحالفهم السياسي، واتفقوا على أن يتم تعيين بومبي وكراسوس مجدداً كقنصلين في السنة التالية 55 ق م، وما إن يتم انتخابهما فإنهما أيضاً سيمدّدان فترة حكم قيصر على الغال خمس سنواتٍ جديدة. استغلَّ كراسوس سلطاته القنصلية ليصبح حاكماً لولاية سوريا، حيث قاد من هناك حملاتٍ على بلاد فارس. أما بومبي فقد تولَّى حكم هسبانيا.
سمح الحكم الثلاثي لقيصر وبومبي وكراسوس بأن يصبحوا القوة السياسية الأكثر تأثيراً ونفوذاً في روما، لكن مع الوقت، تسبَّبت خلافاتهم وطوحاتهم الشخصية بتبدد الحلف، وتحوله إلى حربٍ أهلية انتهت بانتصار قيصر وتفرُّده بالحكم.